# Berta di Blois
Berta di Blois in francese Berthe de Blois  (circa 1012 – 12 aprile 1085) per il matrimonio con Alano III di Bretagna fu duchessa consorte di Bretagna, dal 1018 al 1040; fu poi contessa consorte del Maine, dal 1046 al 1051, per il matrimonio con Ugo IV del Maine.

## Origine
Secondo la Ex Chronicon Kemperlegiense, era figlia del conte di Blois, di Chartres, di Châteaudun, di Tours, di Provins, di Reims, di Meaux e di Troyes, Oddone II, e della moglie (come risulta dal Chronica Albrici Monachi Trium Fontium), Ermengarda d'Alvernia ( † dopo il 1042), che, secondo la Genealogiae comes Flandriae era figlia del Conte d'Alvernia, Guglielmo IV e della moglie Humberge (o Ermengarda), figlia di Etienne de Brioude, conte di Gévaudan e Forez, nell'Aquitania orientale e della sua seconda moglie (il matrimonio, avvenuto prima del 960 è confermato dal Cartulaire de l'abbaye de Saint-Chaffre du Monastier et Chronique de Saint-Pierre du Puy'), Adelaide d'Angiò (ca 942 - 1026), figlia del Conte d'Angiò e poi, conte di Nantes e duca di Bretagna, Folco II e di Gerberga (che il nome della madre fosse Gerberga è confermato dal documento è il n° II del Cartulaire de l'abbaye de Saint-Aubin d'Angers, Tome I, dove suo fratello, Goffredo Grisegonelle dichiara di essere figlio di Folco e Gerberga (patris mei Fulconis, matris quoque meæ Gerbergæ)) di cui non si conoscono con certezza gli ascendenti.
Oddone II di Blois, secondo il documento n° III del Cartulaire de Marmoutier pour le Dunois, era il figlio del conte di Blois, di Chartres, di Châteaudun, di Tours, di Provins e di Reims, Oddone I di Blois e di Berta di Borgogna, che secondo il Hugonis Floriacensis, Liber qui Modernorum Regum Francorum continet Actus 9 era figlia del re di Arles o delle due Borgogne, Corrado III il Pacifico.

## Biografia
Sempre secondo la Ex Chronicon Kemperlegiense, verso il 1018, Berta fu data in moglie al duca di Bretagna e conte di Rennes, Alano III detto Rebrit. Alano III, secondo il monaco e cronista normanno, Guglielmo di Jumièges, nella sua Historiæ Normannorum Scriptores Antiqui, era il figlio primogenito del conte di Rennes e duca di Bretagna, Goffredo I Berengario e della moglie, Havoise di Normandia (980 circa - 21 febbraio 1034), che, secondo Guglielmo di Jumiège, era la figlia di Riccardo I Senza Paura Jarl (equiparabile al nostro conte) dei Normanni e conte di Rouen, e della moglie, Gunnora (950-5 gennaio 1031), di cui non si conoscono i nomi degli ascendenti, ma di nobile famiglia di origine vichinga (Gunnor ex nobilissima Danorum prosapia ortam)
Il marito di Berta, Alano III governava il ducato congiuntamente al fratello, Oddone, ma, dopo la morte della loro madre, Havoise di Normandia, nel 1034, l'armonia tra i due fratelli venne meno e, nel 1035, a Oddone fu assegnato un territorio, nella parte nord del ducato, che comprendeva le diocesi di Dol, Saint Malo, Saint Brieuc e Tréguier, e gli fu assegnato il titolo di Conte di Penthièvre.
Suo padre, Oddone II morì il 15 novembre del 1037, quando durante l'invasione della Lorena, secondo gli Annales Sangallensis Maiores, oltre ad essere sconfitto e le sue truppe sbaragliate dal duca di Lorena, Gozelo o Gozzilone fu ucciso. La morte di Oddone II viene raccontata anche dal monaco cluniacense e cronista, Rodolfo il Glabro che specifica che il cadavere, dopo la battaglia fu trovato sventrato e fu restituito alla madre di Berta, Ermengarda, dal vescovo di Chalon.
Il 1 ottobre 1040, mentre assediava un castello ribelle nei pressi di Vimoutiers, in Normandia, il marito di Berta, Alano III, che dal 1035 era tra i custodi del giovane duca di Normandia, Guglielmo II, morì improvvisamente e, se si presta fede ad Orderico Vitale, fu avvelenato dagli stessi normanni. La morte di Alano III, nel 1040, è documentata anche dallo Ex Chronico Britannico.
Ad Alano III succedette il figlio Conan II, ancora minorenne, sotto tutela della madre, Berta, e la reggenza dello zio, il Conte di Penthièvre, Oddone I.
In quegli anni, morì anche sua madre, Ermengarda (dopo il 1042 e, secondo gli Obituaires de Sens Tome II, fu tra l'11 ed il 12 marzo).
Berta, dopo che il figlio, Conan II, era divenuto maggiorenne, ancora secondo Orderico Vitale, andò in sposa al conte del Maine, Ugo IV, figlio primogenito e unico figlio maschio del conte del Maine, Eriberto I (come risulta dagli Actus pontificum Cenomannis in cui, il suo prozio, Eriberto «Baco» del Maine, che governava in suo nome fu costretto a rinchiudersi in un monastero) e della moglie, di cui non si conosce né il nome né la casata.
Questo secondo matrimonio, secondo gli Actus Pontificum Cenomannis era stato favorito dal vescovo di Le Mans, Gervasio di Château-du-Loir, per rafforzare i legami tra la contea del Maine e la contea di Blois.
I due matrimoni di Berta trovano conferma nell'Ex Chronico Ruyensis Cœnobii, quando nell'anno 1062, ricorda la morte dei fratellastri, Eriberto e Conan II (Herbertus Cenomannensium Comes et frater uterinus Conani ducis).
Il marito, Ugo IV morì nel 1051 (secondo il Nécrologe-obituaire de la Cathédrale du Mans morì il 26 marzo) e subito il conte d'Angiò, Goffredo II Martello, intervenne per occupare la contea; ma dopo che aveva scacciato Berta dal Maine, il duca di Normandia, Guglielmo II il Bastardo, si oppose fermando Goffredo II, permettendo così che Eriberto succedesse al padre, come Eriberto II del Maine.
Berta citata come sorella del conte di Blois e conte di Champagne, Tebaldo III, nel 1060 fu artefice di una donazione all'abbazia di San Pietro,.
Secondo il Cartulaire de l´abbaye de Sainte-Croix de Quimperlé, Berta, che era tornata nel ducato di Bretagna, nel 1075, fece una donazione all'abbazia di Sainte-Croix de Quimperlé, in suffragio della propria anima e di quelle dei suoi discendenti.
Berta morì nel 1085, come ci conferma sia il Ex Chronico Britannico Altero, che il Ex Chronico Ruyensis Cœnobii, che il Chronico Kemperlegiensis. Mentre gli Obituaires de Sens Tome II, Eglise cathédrale de Chartres, Nécrologe du xi siècle precisano il giorno della morte; II Idus Apriles.

## Figli
Berta ad Alano III diede due figli:
- Havoise[29] (1027–1072), duchessa di Bretagna e contessa di Rennes, assieme a marito, Hoel II, dal 1066 alla morte;
- Conan[30] (ca. 1030–1066), duca di Bretagna e conte di Rennes dal 1040 alla morte.

Berta a Ugo IV diede due figli:
- Eriberto ( † 1062[32]), conte del Maine[33],
- Margherita del Maine (ca. 1045- 1063), fidanzata, prima della morte del fratello, al futuro conte del Maine e poi duca di Normandia Roberto (ca. 1051-1134), figlio del duca di Normandia e re d'Inghilterra, Guglielmo I il Bastardo, poi detto il Conquistatore.

## Ascendenza
|                         |                        |                         | Genitori                 |  |  | Nonni |  |  | Bisnonni           |  |  | Trisnonni                   |  |
|                         |                        |                         |                          |  |  |       |  |  | Tebaldo I di Blois |  |  | Tebaldo il Vecchio di Blois |  |
|                         |                        |                         |                          |  |  |       |  |  | Tebaldo I di Blois |  |  | Tebaldo il Vecchio di Blois |  |
|                         |                        | …                       |                          |  |  |       |  |  | Tebaldo I di Blois |  |  |                             |  |
| Oddone I di Blois       |                        |                         |                          |  |  |       |  |  | Tebaldo I di Blois |  |  |                             |  |
|                         |                        | Liutgarda di Vermandois | Erberto II di Vermandois |  |  |       |  |  |                    |  |  |                             |  |
|                         |                        | Liutgarda di Vermandois | Erberto II di Vermandois |  |  |       |  |  |                    |  |  |                             |  |
|                         |                        | Liutgarda di Vermandois | Adele di Neustria        |  |  |       |  |  |                    |  |  |                             |  |
| Oddone II di Blois      |                        | Liutgarda di Vermandois |                          |  |  |       |  |  |                    |  |  |                             |  |
|                         |                        | Corrado III di Borgogna | Rodolfo II di Borgogna   |  |  |       |  |  |                    |  |  |                             |  |
|                         |                        | Corrado III di Borgogna | Rodolfo II di Borgogna   |  |  |       |  |  |                    |  |  |                             |  |
|                         |                        | Corrado III di Borgogna | Berta di Svevia          |  |  |       |  |  |                    |  |  |                             |  |
| Berta di Borgogna       |                        | Corrado III di Borgogna |                          |  |  |       |  |  |                    |  |  |                             |  |
|                         |                        | Matilde di Francia      | Luigi IV di Francia      |  |  |       |  |  |                    |  |  |                             |  |
|                         |                        | Matilde di Francia      | Luigi IV di Francia      |  |  |       |  |  |                    |  |  |                             |  |
|                         |                        | Matilde di Francia      | Gerberga di Sassonia     |  |  |       |  |  |                    |  |  |                             |  |
| Berta di Blois          |                        | Matilde di Francia      |                          |  |  |       |  |  |                    |  |  |                             |  |
|                         | Roberto II di Clermont | Roberto I di Clermont   |                          |  |  |       |  |  |                    |  |  |                             |  |
|                         | Roberto II di Clermont | Roberto I di Clermont   |                          |  |  |       |  |  |                    |  |  |                             |  |
|                         | Roberto II di Clermont | Aldegardis              |                          |  |  |       |  |  |                    |  |  |                             |  |
| Guglielmo IV d'Alvernia | Roberto II di Clermont |                         |                          |  |  |       |  |  |                    |  |  |                             |  |
|                         |                        | Engelberga              | …                        |  |  |       |  |  |                    |  |  |                             |  |
|                         |                        | Engelberga              | …                        |  |  |       |  |  |                    |  |  |                             |  |
|                         |                        | Engelberga              | …                        |  |  |       |  |  |                    |  |  |                             |  |
| Ermengarda d'Alvernia   |                        | Engelberga              |                          |  |  |       |  |  |                    |  |  |                             |  |
|                         |                        | …                       | …                        |  |  |       |  |  |                    |  |  |                             |  |
|                         |                        | …                       | …                        |  |  |       |  |  |                    |  |  |                             |  |
|                         |                        | …                       | …                        |  |  |       |  |  |                    |  |  |                             |  |
| Umberga                 |                        | …                       |                          |  |  |       |  |  |                    |  |  |                             |  |
|                         |                        | …                       | …                        |  |  |       |  |  |                    |  |  |                             |  |
|                         |                        | …                       | …                        |  |  |       |  |  |                    |  |  |                             |  |
|                         |                        | …                       | …                        |  |  |       |  |  |                    |  |  |                             |  |
|                         |                        | …                       |                          |  |  |       |  |  |                    |  |  |                             |  |

### Fonti primarie
- (LA)  Cartulaire de l'abbaye de Saint-Chaffre du Monastier et Chronique de Saint-Pierre du Puy.
- (LA)  Cartulaire de l'abbaye de Saint-Aubin d'Angers, tomus I.
- (LA)  Rodulfi Glabri Historiarum Libri Quinque.
- (LA)  Monumenta Germaniae Historica, Scriptores, tomus I.
- (LA)  Monumenta Germaniae Historica, Scriptores, tomus IX.
- (LA)  Monumenta Germaniae Historica, Scriptores, tomus XXIII.
- (LA)  Cartulaire de Sauxillanges.
- (LA)  Recueil des chartes de l'abbaye de Cluny, tomé 2.
- (LA)  Cartulaire de Marmoutier pour le Dunois.
- (LA)  Cartulaire de l´abbaye de Saint-Georges de Rennes.
- (LA)  Cartulaire de l´abbaye de Sainte-Croix de Quimperlé.
- (LA)  Actus Pontificum Cenomannis in urbe degentium (Le Mans).
- (LA)  Cartoulaire de l'abbaye de Saint-Père de Chartres, tome I.
- (LA)  Stephani Baluzii Miscellaneorum, Liber I.

### Letteratura storiografica
- Louis Halphen, "La Francia dell'XI secolo", cap. XXIV, vol. II (L'espansione islamica e la nascita dell'Europa feudale) della Storia del Mondo Medievale, 1999, pp. 770–806.
- William John Corbett, "L'evoluzione del ducato di Normandia e la conquista normanna dell'Inghilterra", cap. I, vol. VI (Declino dell'impero e del papato e sviluppo degli stati nazionali) della Storia del Mondo Medievale, 1999, pp. 5–55.